# OurMine
Die OurMine Security Group ist eine Hackergruppe. Sie wirbt mit Hacks von Profilen prominenter Personen in sozialen Netzwerken für ihre kommerziellen Dienste.
2016 hackte die Gruppe unter anderem die Twitter-Accounts von Wikipedia-Gründer Jimmy Wales, Twitter-Gründer Jack Dorsey und Google-Geschäftsführer Sundar Pichai. Außerdem übernahm die Gruppe kurzzeitig den Pinterest-Account von Facebook-Gründer Mark Zuckerberg. Neben diversen weiteren Profilen drang die Gruppe auch in die Technologie-News-Seite TechCrunch ein.
Im Oktober 2016 veröffentlichte die Website BuzzFeed einen Artikel, der die Gruppe mit dem Teenager Ahmad Makki aus Saudi-Arabien in Verbindung brachte. OurMine selbst dementierte diese Äußerung und drang einen Tag nach der Veröffentlichung des Artikels ebenfalls in diese Internetseite ein und veränderte die Texte diverser Artikel zu „Hacked By OurMine“.
Im August 2017 hackte sich die Gruppe ebenfalls in den Facebook- sowie Twitteraccount von Playstation und des Fußballvereins FC Barcelona. Dort wurde erstmals das Synonym eines Hackers freigegeben, dieser nannte sich CrackDj. Zuvor wurde die sechste Folge der siebenten Staffel der Serie „Game of Thrones“ von der Security Group frühzeitig geleakt.
Bei Hacks von YouTube-Accounts (u. a. Corridor Digital) hinterlässt die Gruppe häufig eine Coverversion des Pop-Songs One Last Time von Ariana Grande, die von der US-amerikanischen Sängerin Lindee Link eingesungen wurde. Der Text des Songs wurde vollständig ersetzt.